# Paillaco
Paillaco este un oraș și comună din provincia Valdivia, regiunea Los Ríos, Chile, cu o populație de 19.088 locuitori (2012) și o suprafață de 896 km2.